# William Fullarton
William Fullarton (12 gennaio 1754 – Londra, 13 febbraio 1808) è stato un politico e militare britannico.
Appassionato di agricoltura e saggista, divenne membro della Royal Society di Londra ed Edimburgo e della Society of Scottish Antiquaries.

## Biografia

### I primi anni
Unico figlio di William Fullarton di Fullarton, un ricco gentiluomo dell'Ayrshire, William trascorse qualche tempo a studiare all'Università di Edimburgo e venne poi inviato sul continente a studiare con Patrick Brydone, già tutore di William Beckford, visitando con lui la Sicilia e Malta. Fullarton venne in un primo momento destinato al servizio diplomatico e divenne segretario di Lord Stormont a Parigi, ma poco dopo tornò in Inghilterra per assicurarsi l'elezione alla circoscrizione parlamentare di Plympton Erle nel 1779.

### Comandante militare in India
Negli anni successivi egli non cercò di essere rieletto, concordando un piano col governo che prevedeva che lui e l'intimo amico Thomas Humberston Mackenzie, elevassero ciascuno un reggimento a loro spese, che sarebbe poi stato trasportato via mare in Messico nell'attesa della Flotta di Acapulco. I reggimenti vennero quindi equipaggiati e Fullarton venne nominato tenente colonnello col ruolo di comandante di quello che divenne noto come 98th Regiment il 29 maggio 1780.
Allo scoppio della quarta guerra anglo-olandese questi reggimenti cambiarono destinazione, prendendo appunto parte alla spedizione contro il Capo di Buona Speranza al comando del commodoro George Johnstone (1730–1787) e del generale William Medows (1738–1813). Questo piano fallì allo stesso modo per l'arrivo dell'ammiraglio francese de Suffren a Città del Capo prima dell'arrivo della spedizione inglese.
I reggimenti vennero dunque spostati in India per prendere parte alla seconda guerra anglo-mysore contro Haidar Ali. Il reggimento di Mackenzie sbarcò a Calcutta per creare un diversivo per invadere Mysore dalla Costa di Malabar, mentre Fullarton si sarebbe portato a circondare Madras. Egli rimase nelle vicinanze della capitale della presidenza sino a dopo la battaglia di Porto Novo, quando venne mandato a sud in comando alle truppe reali, di modo da contrattaccare le truppe di Mysore verso il Carnatic.
Nel giugno del 1782 Fullarton venne promosso colonnello nell'esercito per le Indie orientali, con sir Robert Barker, Norman Macleod, John Floyd e molti altri, di modo da porre fine alle lunghe dispute tra gli ufficiali del re e quelli della Compagnia delle Indie Orientali, cooperando nelle campagne invernali del 1782–83 nella soppressione dei kollars, tribù combattive di Madura, e nella ripresa di Karur e Dindigal. Fullarton guidò l'esercito di Madras contro la ribelle Kattaboman, un palaiyakarar di Panchalum Kurucchi, un villaggio fortificato nell'attuale distretto di Tirunelveli nello stato di Tamil Nadu. Il nome di Fullarton è associato alla distruzione del forte del capo dei ribelli di Nettkelcheval, sempre nel distretto di Tinnevelly. Nel maggio del 1783 egli divenne successore del comandante generale delle truppe a sud del fiume Coleroon (Kollidam), ed il 2 giugno prese Dharapuram. Egli avanzò dunque verso il generale James Stuart che stava assediando Cuddalore.
Alla notizia della caduta della città, egli divenne determinato ad attaccare Pálghát che aveva resistito a tutti gli sforzi di Mackenzie negli anni precedenti, facendosi spazio attraverso una densa foresta. Una volta giunto sul posto l'obbiettivo fu di prendere di sorpresa la città. Qui egli aveva appreso che Tippoo Sultan, che era succeduto ad Haidar Ali sul trono locale, non aveva rispettato gli accordi presi dopo la resa di Mangalore, e Fullarton gli catturò la fortezza di Coimbatore ma gli venne subito ordinato di cessare le ostilità dal governo di Madras, dal momento che era stata sottoscritta una nuova pace con Tippoo.
James Mill si complimentò Fullarton e lo definì il primo comandante dell'esercito anglo-indiano che avesse mai guardato oltre al proprio incarico ed avesse mai organizzato un sistema di intelligence per ottenere informazioni e programmare adeguatamente gli attacchi. Fullarton tornò in Inghilterra dove pubblicò il suo trattato polemico Visione degli interessi inglesi in India nel 1787. Questo lavoro, dedicato a David Murray, II conte di Mansfield (già lord Stormont), attaccava direttamente la politica della Compagnia delle Indie Orientali.

### Gli ultimi anni
Dopo l'esperienza in India, Williama Fullarton decise di ritirarsi a vita privata in campagna e sposò Marianne Mackay, figlia di George Mackay, V Lord Reay (ca.  1735–1768). Decise dunque di dedicarsi a questioni di agricoltura e pubblicò due sue opere sullo stato dell'agricoltura nell'Ayrshire e sui vantaggi della pastura. Egli divenne dunque membro della Royal Society di Londra e di Edimburgo. Egli non riprese mai servizio militare attivo, ma continuò a contribuire armando il 23rd regiment (detto anche Fullarton's dragoons) nel 1794, ed il 101st regiment (o Fullarton's foot) nel 1800, entrambi sciolti dopo la Pace di Amiens del 1802. Continuò anche la sua carriera parlamentare, con un profilo basso, ed un seggio per la costituente di Haddington Burghs dal 1787 al 1790, per Horsham dal 1793 al 1796 e per l'Ayrshire dal 1796 all'aprile del 1803.
Egli venne nominato primo commissario per il governo dell'isola di Trinidad. La commissione nominata per Trinidad era composta da Fullarton, dal capitano Samuel Hood (1762–1814) della Royal Navy e dal tenente-colonnello Thomas Picton, che aveva retto l'isola sin dalla sua cattura ad opera di Sir Ralph Abercromby nel 1797. Quando Fullarton chiese conto di tutti i procedimenti criminali che avevano avuto luogo sull'isola dal momento che Picton vi si era insediato, quest'ultimo diede le proprie dimissioni disgustato. Fullarton persistette nelle sue inchieste che portarono al giudizio Picton per aver torturato una ragazza spagnola, Luisa Calderon, per estorcerle una confessione seppur relativa ad un fatto vero. Nel febbraio del 1806, Picton venne riconosciuto colpevole. Fullarton venne attaccato dalla stampa da Edward Draper (1776–1841) come lo fu John Sullivan (1749–1839). Picton richiese un nuovo processo dal quale poi venne infine assolto, ma prima di riprendere le proprie inchieste Fullarton morì per un'infiammazione ai polmoni al Gordon's Hotel di Londra, il 13 febbraio 1808. Venne sepolto a Isleworth.